# Ismael Sierra Arnal
Ismael Sierra Arnal (Huesca, Aragón, 17 de marzo de 2003) es un futbolista español que juega como defensa central en el Villareal CF "B", cedido por el Grupo Desportivo Estoril Praia.

## Trayectoria
Nacido en Huesca, Aragón, es un jugador formado en las categorías inferiores de la SD Huesca hasta 2020, cuando formó parte del Calavera CF en categoría juvenil. En julio de 2021, firma por el Real Betis Balompié para formar parte del juvenil "A" de División de Honor Juvenil. 
En la temporada 2022-23, forma parte de la plantilla del Betis Deportivo Balompié de la Segunda Federación, con el que disputa 21 partidos.
En la temporada 2023-24, firma por el CD Teruel de la Primera Federación en calidad de cedido por el Real Betis Balompié, con el que disputa 23 partidos, 22 de ellos como titular, pese a ello, el equipo acabó descendiendo a Segunda Federación.
El 17 de agosto de 2024, tras realizar la pretemporada con el primer equipo del Real Betis Balompié a las órdenes de Manuel Pellegrini, firma un contrato de tres temporadas por el Grupo Desportivo Estoril Praia de la Primeira Liga, guardándose el conjunto bético un 45 % de los derechos del futbolista. Con el equipo luso participaría en la Copa de Portugal y en tres encuentros con el equipo sub-23 en la Liga Revelação.
El 14 de enero de 2025, Sierra fue cedido al CA Osasuna B de Primera Federación por el Grupo Desportivo Estoril Praia, hasta el final de la temporada.
El 31 de julio de 2025, es cedido al Villareal C.F. "B", con opción de compra al final de temporada.

## Clubes
| Club                         | País     | Año       | Partidos | Goles |
| ---------------------------- | -------- | --------- | -------- | ----- |
| Betis Deportivo Balompié     | España   | 2022-2023 | 21       | 0     |
| C.D. Teruel (cedido)         | España   | 2023-2024 | 23       | 0     |
| G.D. Estoril                 | Portugal | 2024      | 1        | 0     |
| C.A. Osasuna B (cedido)      | España   | 2025      | 17       | 0     |
| Villarreal C.F. "B" (cedido) | España   | 2025-2026 |          |       |